# Pherecydes ionae
Pherecydes ionae är en spindelart som beskrevs av Ansie S. Dippenaar-Schoeman 1980. Pherecydes ionae ingår i släktet Pherecydes och familjen krabbspindlar.
Artens utbredningsområde är Tanzania. Inga underarter finns listade i Catalogue of Life.